# お笑いアカデミー賞
『お笑いアカデミー賞』（おわらいアカデミーしょう）は、TBSテレビの制作で2021年から12月の第4土曜日にTBS系列で放送されている事前収録の特別番組。
放送年に日本の芸能界を盛り上げたお笑い芸人から50組をスタジオに招いたうえで、チャレンジ企画などを交えながら、活躍に見合った賞を一部の芸人に授与している。

## 司会
総合司会
- ダウンタウン（浜田雅功・松本人志）

進行
- 日比麻音子（TBSテレビアナウンサー）

## 放映リスト
| 回数 | 番組タイトル           | 放送日時                     | 出演者 | 備考                                                                                  |
| ---- | ---------------------- | ---------------------------- | --- | ------------------------------------------------------------------------------------- |
| 1    | お笑いアカデミー賞2021 | 2021年12月25日 19:00 - 21:54 | スタジオ出演芸人（※50音順）：アインシュタイン、Aマッソ、おいでやすこが、鬼越トマホーク、おぼん・こぼん、蛙亭、春日俊彰（オードリー）、かまいたち、空気階段、コロコロチキチキペッパーズ、さらば青春の光、すたみな（あむあむWORLD）、瀬下豊（天竺鼠）、ダイアン、とにかく明るい安村、トム・ブラウン、ナイツ、ニューヨーク、バイきんぐ、ハリウッドザコシショウ、パンサー、ヒコロヒー、FUJIWARA、ぺこぱ、マヂカルラブリー、ミキ、見取り図、宮下草薙、もう中学生、ゆりやんレトリィバァ プレゼンター：阿部一二三（東京五輪柔道男子66kg級代表・金メダリスト）、市川猿之助、奥田瑛二、出川哲朗、間垣親方（元横綱白鵬）、村方乃々佳 | ネット局の一部では、前座番組として『もうすぐお笑いアカデミー賞』を18:51 - 19:00に放送 |
| 2    | お笑いアカデミー賞2022 | 2022年12月24日 19:00 - 21:54 | スタジオ出演芸人（※50音順）：アインシュタイン、井上裕介（NON STYLE）、おいでやす小田、おたけ（ジャングルポケット）、鬼越トマホーク、蛙亭、春日俊彰（オードリー）、きしたかの、空気階段、コットン、さらば青春の光、ジェラードン、津田篤宏（ダイアン）、トム・ブラウン、錦鯉、ニューヨーク、ハリウッドザコシショウ、パンサー、ビスケットブラザーズ、FUJIWARA、マヂカルラブリー、ミキ、見取り図、宮下草薙、もう中学生、ランジャタイ | ネット局の一部では、前座番組として『もうすぐお笑いアカデミー賞』を18:51 - 19:00に放送 |
| 3    | お笑いアカデミー賞2023 | 2023年12月23日 19:00 - 21:54 | スタジオ出演芸人（※50音順）：アインシュタイン、アルコ&ピース、囲碁将棋、井上裕介（NON STYLE）、鬼越トマホーク、蛙亭、カゲヤマ、春日俊彰（オードリー）、きしたかの、空気階段、コットン、ザ・マミィ、サルゴリラ、三四郎、ジェラードン、ジグザグジギー、ダイアン、ちゃんぴおんず、錦鯉、ニブンノゴ!、ニューヨーク、パンサー、ヒコロヒー、マヂカルラブリー、見取り図、宮下草薙、もう中学生、モグライダー、やす子、ランジャタイ | ネット局の一部では、前座番組として『もうすぐお笑いアカデミー賞』を18:51 - 19:00に放送 |

## 表彰対象の部門

### 現在（2023年の第3回時点）

#### 第1回（2021年）から制定
最優秀多忙賞
- 「年間を通じて誰よりも忙しかった」とされる芸人から、「ノミネート芸人」（候補）を3組に絞ったうえで選出する。
  - ノミネート芸人に対しては、授賞式の収録に先駆けて、番組スタッフが丸一日密着取材。授賞式では、取材日に携わっていた仕事（生放送番組や配信コンテンツへの出演、番組や配信コンテンツの収録、「営業」と称する公演への出演など）にとどまらず、仕事の合間の移動などの様子も取材映像と字幕で可能な限り詳しく紹介している。

最優秀かくし芸賞（第1回・第2回）→　最優秀推され芸人賞（第3回 - ）
- 「最優秀かくし芸賞」は、未経験の状態から取り組んだ「かくし芸」を授賞式の収録で披露することを前提に、「無茶振り」に近い番組側からのオファーに応じる格好で「かくし芸」を収録までの1ヶ月間で身に付けた芸人から選んでいた。
- 第3回からは、「最優秀推され芸人賞」へ改称するとともに、「今、この人のパフォーマンスを見てほしい!」という推薦を基に「ノミネート芸人」を選出。自身で考案した「かくし芸」でお笑いライブなどを盛り上げている芸人も、「ノミネート」の対象に加えている。

最優秀福男芸人賞
- 授賞式の収録に参加した芸人に身体を張らせながら、芸人としての運が最も強い「福男」1名を、「金ダライ宝釣り」を初めとする勝ち抜き戦方式の運試し企画（放送上は「福男ゲーム」と総称）で決定。放送上は参加する芸人を「福男」と総称しているが、実際には女性の芸人も参加している。
  - 福男ゲームの1回戦に当たる「金ダライ宝釣り」は、ザ・ドリフターズのコントなどで多用されている「タライ（盥）落とし」（大きな金盥を天井から頭上へ不意に落とされるギャグ）を応用したクジ引きで、金盥を一斉に落下。落下した金盥が頭に当たった芸人だけが、次のクジ引き（決勝）へ挑戦できる。ただし、収録に参加した芸人全員が「金ダライ宝釣り」へ参加できるわけではなく、「宝釣り」の前に仕掛けられたドッキリ企画（事実上の「予選」）で必ず1名が脱落。盥が芸人の頭に当たらない事態が続いた場合に、浜田の独断で「福男シャッフル」（芸人の配置の入れ替え）へ踏み切ることもある。また、「宝釣り」の仕掛けやルールは、以下のような変遷をたどっている。
    - 第1回では、参加芸人と同じ数の椅子を円状に配置。芸人に椅子を選ばせてから、全員が着席した時点で、番組スタッフが浜田の号令に合わせて金盥を芸人の頭上に落としていた。
    - 第2回以降は、参加芸人を立たせたまま円状に並ばせているほか、1個の盥に1本の紐を結び付けている。この紐の一端は収録スタジオの天井から円状の列の内部（中心部）へ垂らされていて、松本かランダムに1本を引けば、もう一端と結ばれた盥が落下するようになっている。
      - 第3回では55個の盥を吊り下げていたが、そのうちの10個には、金盥ではなく「幸運の金のタライ」を用いていた。「幸運の金のタライ」は金色の飴細工（飴ガラス）を盥状の枠にはめ込んでいて、枠の内部が芸人の頭を直撃した場合に、その衝撃で飴ガラスが粉々に割れるように作られている。

#### 第3回（2023年）から制定
最優秀実はリアクション芸人賞
- ドッキリに引っ掛かるイメージが薄そうな芸人から選んだ「ノミネート芸人」にさまざまな「ドッキリ」を仕掛けたうえで、大方の予想を最も大きく裏切るようなリアクションを示した芸人に授与。「ノミネート芸人」が「ドッキリ」へ一切引っ掛からなかった場合や、その芸人に対して全ての「ドッキリ」を試せない事態に至った場合には、当該芸人を選考の対象から除外している。

最優秀高額買い物賞
- 「プライベートにおける1年間の買い物での最高支払額」を出演芸人全員に申告させたうえで、申告額が最も高かった芸人に授与。

最優秀ポストゴールデンMC賞
- 次世代のお笑い界を担う「ゴールデンMC」にふさわしい芸人を、「ノミネート芸人」の所属事務所が運営する養成所の生徒（総勢400人）に対するアンケートの回答結果を基に選出。

### 過去

#### 第1回でのみ制定
最優秀ドラマ演技賞
- TBSテレビ制作の全国ネット向け連続ドラマに「俳優」として出演した芸人から、「演技が最も優れていた」という視点で選出。

最優秀バズりゲーム企画賞
- YouTubeやSNSでの動画配信を通じて「バズった」（大いに話題になった）ゲームを企画した芸人から選出。

最優秀話題賞
- 「日本のお笑い界を最も熱く盛り上げた」とみなされる芸人を表彰。

#### 第2回でのみ制定
最優秀爆笑回数賞
- TBSテレビで1年間に放送された（系列局制作の全国ネット向け番組を含む）情報・バラエティ系番組への出演芸人から、出演の形態や頻度を問わずに選出。番組スタッフが該当する番組のアーカイブ映像を全て確認したうえで、共演者や観覧客の爆笑を誘った回数（爆笑回数）が最も多い芸人を表彰していた。ちなみに授賞式では、「TBS爆笑回数ランキング」と称して、爆笑回数上位（10位まで）の芸人を回数や出演番組と合わせて紹介。

最優秀一部で話題賞
- 「最優秀話題賞」で表彰するほどではないものの、お笑い界のごく一部で話題になった芸人や関係者から選出。

最優秀新婚夫婦賞
- 放送年に結婚したばかりの芸人夫婦を対象に、LINEを通じて交わされていたメッセージの履歴から、「愛情が最も強い」とみなされる夫婦1組を表彰。

## 部門別の受賞者と「ノミネート芸人」
太字は受賞者

### 2021年
最優秀多忙賞
- かまいたち
- マヂカルラブリー
- 見取り図

最優秀ドラマ演技賞
- ゆりやんレトリィバァ：『ドラゴン桜』由利杏奈 役（第7・9話）
- 亜生（ミキ）：『オー!マイ・ボス!恋は別冊で』尾芦一太 役
- ヒコロヒー：『＃家族募集します』野田久実子 役
- 金ちゃん（鬼越トマホーク）：『ドラゴン桜』チンピラ 役（第4話）

最優秀かくし芸賞
- 宮下草薙：中国雑技
- 尾形貴弘（パンサー）
  - ギネスブックに記載されている制限時間付きのギネス世界記録から、「口にくわえたストローだけで移せた大豆の数」「穿けたブリーフの数」「熱した鍋から弾け飛んだ後に素手でつかみ取れたボップコーンの数」の更新を授賞式で試みたものの、いずれも更新に至らなかった。

- ダイアン：テーブルクロス引き

最優秀福男芸人賞
- 尾形貴弘（パンサー）

最優秀バズりゲーム企画賞
- さらば青春の光：クソコメクイズ
- 鬼越トマホーク：鬼越喧嘩クイズ
- すたみな（あむあむWORLD）：スリル

最優秀話題賞
- おぼん・こぼん
- 空気階段
- ヒコロヒー
- Aマッソ

### 2022年
最優秀多忙賞
- ニューヨーク
- 向井慧（パンサー）
- さらば青春の光

最優秀かくし芸賞
- 空気階段：「ドM男の大脱出劇」
- 宮下兼史鷹（宮下草薙）・長谷川雅紀（錦鯉）：「フレアバーテンダー」
  - 当初は宮下草薙だけで披露することを予定していたが、準備期間中に草薙航基が新型コロナウイルス感染症へ罹患したことを受けて、長谷川が草薙の代役として急遽参加。

- 春日俊彰（オードリー）・野田クリスタル（マヂカルラブリー）・おたけ（ジャングルポケット）：「マッスルベル」
  - 「マッスル（筋肉自慢の）芸人3名が重さ30kgのベルでメロディーを奏でる」という趣向の芸だが、授賞式での演奏では他の芸人からの反応が芳しくなく、「MCの松本人志が『マッスル芸人』という理由だけでベルを担がされる」という事態にまで至った。

最優秀新婚夫婦賞
- 坂井良多（鬼越トマホーク）
- 西村真二（コットン）
- 村上（マヂカルラブリー） 

最優秀福男芸人賞
- 西村真二（コットン）
  - 実際には受賞の決定を受けて、前年受賞者の尾形貴弘（パンサー）と「真の福男芸人決定戦」（エキシビションマッチ）で対決。その結果、「風船爆弾ゲーム」に勝利した尾形が「真の福男芸人」に認定された（事実上の2連覇）。

最優秀爆笑回数賞
- 1位：川島明（麒麟）＝7417回
- 2位： 日村勇紀（バナナマン）＝3264回
- 3位： 設楽統（バナナマン）＝2271回
- 4位： 恵俊彰（ホンジャマカ）＝1864回
- 5位： 有吉弘行＝1571回
- 6位： 屋敷裕政（ニューヨーク）＝1516回
- 7位： 浜田雅功（ダウンタウン）＝1398回
- 8位： 松本人志（ダウンタウン）＝1237回
- 9位： 小杉竜一（ブラックマヨネーズ）＝1216回
- 10位： おいでやす小田＝974回

最優秀一部で話題賞
- みなみかわ：「嫁のDM営業」
  - 夫（みなみかわ）の所属事務所（松竹芸能）を介さずに、SNSのDM機能を活用した敏腕マネジャーさながらの営業（売り込み）で夫の仕事を次々と増やしていることに対して。

- ランジャタイ・津田篤宏（ダイアン）：「『お笑いの日2022』で披露したコラボネタ」
- きしたかの：「YouTube『高野さんを怒らせたい。』」
  - 「たかの」（高野正成）を怒らせようとしている動画を、「きし」（岸大将）がYouTubeで次々と公開していることに対して。

### 2023年
最優秀多忙賞
- やす子
  - レギュラー番組がわずか1本ながら、この年に出演したテレビ番組の総数が295本（いずれも収録の時点）にまで達していたばかりか、本人曰く「2月以降『オフ』（完全な休日）がないまま（密着取材の時点まで）300日以上（番組・イベントへの出演、連載を任されている漫画の執筆、芸能界に入るまで所属していた自衛隊の広報活動など）何らかの仕事に臨んでいる気がする」ほど多忙を極めていたことを評価された。本人によれば、放送の直後（2023年内）にようやく2日分の「オフ」を取れたという。

- コットン
- ヒコロヒー
  - 本人によれば、「密着取材を丸一日にわたって受けたことは、この賞でのロケが初めてだった」という。

最優秀実はリアクション芸人賞
- 河井ゆずる（アインシュタイン）
- 平子祐希（アルコ&ピース）
- 児玉智洋（サルゴリラ）
- もう中学生
  - 当初は、楽屋に仕掛けた6つの「ドッキリ」に対するリアクション映像を基に受賞者を決めたうえで、「ビリビリトロフィー」（遠隔操作によって微弱な電流を出せる仕掛け付きのトロフィー）を授与することになっていた。いったんは児玉の受賞が決まっていたが、「児玉がビリビリトロフィーを受け取った際のリアクションが薄過ぎる」との理由で、松本が受賞の取り消しを要求。この要求に沿って、「ビリビリトロフィー」を他の「ノミネート芸人」にも触らせたうえで、微弱電流を浜田に操作させた。その結果、「ドッキリ」への反応が最も薄かった平子が「ビリビリトロフィー」に最も激しく反応したため、受賞者が平子に変更された。
  - 実際には水田かたまり（空気階段）とリリー（見取り図）にも「ドッキリ」を仕掛けていたが、授賞式への2人の登場は見送られた。水田は全ての「ドッキリ」に引っ掛かったものの、「他のノミネート芸人にもまして、『ドッキリ』へのリアクションがつまらなかった」との理由で選考から除外。リリーは「ドッキリ」を途中で見抜くと、「ドッキリ」を仕掛けられたことに激怒しながら楽屋から退出していた。

最優秀高額買い物賞
- 久保田かずのぶ（とろサーモン）
  - 「一戸建て住宅を1億数千万円で購入した」という申告を踏まえての受賞。次点（2位）は池田勝（ジグザグジギー）で、5,000万円の一戸建て住宅を35年ローンで購入していた。久保田は授賞式へ臨んだ際に、池田が購入した住宅の写真を引き合いに出しながら自宅をひとしきり自慢。そのうえで、「（自宅の購入に際しては）60年間のローンを組んでいて、ローンの返済が（計算上）103歳まで続く」とのオチを付けている。

最優秀推され芸人賞
- 囲碁将棋（文田大介・根建太一）
  - 空手の経験者である文田と根建が、ニューヨークからの推薦を受けて、「お笑いライブで披露すれば100%盛り上がる」という「フルコンタクト組手」を授賞式で実演。実演の最中に「尾形貴弘（パンサー）が乱入する」という演出を交えていたが、放送では乱入シーンの映像がほぼ割愛されていた。

- 宮下草薙
  - 「（前年まで設けられていた）最優秀かくし芸賞が表彰の対象から外れたので、『かくし芸』を披露できるチャンスを新たに作ってあげたい」というアルコ&ピースからの推薦を受けて、「目隠しバンブーダンス」に初めて挑戦。最優秀かくし芸賞向けの「かくし芸」と同様に、1ヶ月間の練習を経て授賞式で披露した。
  - 授賞式では、「両目をつぶったままバンブー（長い竹）の上を跳び続けるだけでは盛り上がらない」という草薙の意見に沿って、「足が少しでも触れると爆発する」という花火を仕掛けたバンブーを最後の試技に使用。実際には爆発を避けたまま全ての試技を成功させたため、最優秀かくし芸賞時代を含めても初めての受賞に至った。

- ニブンノゴ!
  - 独自に考案した「わっしょい伝言ゲーム」を、ジャングルポケットからの推薦を受けて授賞式で披露。「出題者が周囲から『わっしょい』との掛け声を浴びながら発した言葉を、そのような人々と離れた場所に立たせた解答者に聞き取らせたうえで、聞き取れた言葉を15秒以内にフリップへ記入させる」というゲームで、披露に際しては、松本を筆頭に一部の芸人も参加した。
  - ニブンノゴ!は吉本興業所属のお笑いトリオで、収録の時点では結成26年目。同社に所属するお笑いトリオとしては「最年長」とされていたが、2024年2月4日をもって解散することが放送の翌月（同年1月19日）に発表された。このような事情から、他の部門を含めても最初で最後のノミネートになった。

最優秀福男芸人賞
- リリー（見取り図）
  - 受賞が決定した後には、前年受賞者の西村真二（コットン）と同様に、「2択を当てろ　福引き3本先取」というエキシビションマッチで尾形と対決。この対決に勝利した芸人は「真の福男芸人」として、授賞式の収録に同席していた『an・an』（マガジンハウスの週刊誌）の編集者から独占取材を受けることになっていた。実際にはリリーが勝利したため、2024年における同誌の新年号（1月10日から発売）では、本人へのインタビュー記事が「運の拓き方」という特集ページに掲載されている。
  - 見取り図からは、もう1人のメンバーである盛山晋太郎が予選で脱落していた。「予選の収録を5分間の休憩後に実施することが全ての出演芸人へ告知されていたにもかかわらず、予選を収録するスタジオに最も遅く入った」との理由による脱落だったが、相方のリリーが予選を通過したことから、決勝（「滑り落ちたら福男　ラッキーダイビングマシーン」）以降の収録には盛山もスタジオで同席していた。

最優秀ポストゴールデンMC賞
- ダイアン（吉本興業所属）
- ニューヨーク（同上）
- 見取り図（同上）
- モグライダー（マセキ芸能社所属）
  - 選考の基準に定めたアンケート調査には、吉本興業が運営する吉本総合芸能学院（NSC）の大阪校・東京校、ワタナベコメディスクール（ワタナベエンターテインメント傘下）および、スクールJCA（プロダクション人力舎傘下）の（収録時点における）在校生から100組ずつ参加。一部の在校生は、顔と芸名を出した映像を通じてコメントを寄せていた。

## スタッフ
第3回（2023年12月23日放送分）
- ナレーター：神谷浩史、窪田等
- 構成：大井洋一、竹村武司、大西右人、渡辺佑欣、今井太郎/大平尚志、細川拓朗(郎)（大井→第3回）
- TM：森和哉（TBSテレビ）
- TD：江浦友樹、中里子（共に第2回-）
- VE：宮本民雄
- カメラ：坂口良（第2回-）、高濱成生（第3回）
- 音声：宇野仁美、長井愛美（第3回）
- 照明：渋谷康治
- PM：寺尾昭彦
- 編集：滝翔太（第1、3回）
- MA：菅野雅登（第3回）
- 音効：星裕介（Move on）
- CG：榛葉大介
- 美術プロデューサー：桂誉和
- 美術デザイナー：勝藤俊則
- 美術ディレクター(第2回-)：岩井愛、小坂青一郎、羽田一成（岩井・羽田→第1回は美術制作、小坂→第3回）
- 装置：相良比佐(佑)夫
- 装置操作(第2回-)：砂川祐馬、今野貴司（共に第2回-、砂川・今野→第1回は操作）
- 電飾：荒谷奏子
- メカシステム：庄子泰広
- 幕装飾：山内崇司（第2回-）
- 花装飾：猿山利昭
- 装飾：酒井善弘（第3回）
- アクリル装飾：渡邊卓也
- 特殊小道具：相蘇敬介
- 特殊装置：黒野堅太郎（第3回）
- バルーン装飾(第2回-)：波多野典子（第2回-）
- 特殊効果：星野達哉
- 衣裳：坂口みのり
- 持道具：岩本美穂（第2回-、第1回は美徳名義）
- ヘアメイク(第2回-)：馬場景子（第2回-）
- デスク：松崎由美（シオプロ）
- TK：伊藤佳加（HERA）
- 編成：野村和矢（TBSテレビ、第3回、第1回ではディレクター）
- 宣伝：齋藤朱里・松葉かれん・萩野谷剛（3人共にTBSテレビ、齋藤→第2回-、萩野谷→第3回）
- 協力(第3回)︰ジーヤマ（第3回）
- AD：平野純花、牧野有里、本田稔、藤川栞帆、曽根楓太（全員→第3回）
- AP：佐藤恵里、山崎遥加、土田香織・世継栄太・河野菜摘（3人共に吉本興業）（佐藤→第1回-、佐藤・世継以外→第3回、世継→第1、3回）
- ディレクター：加用裕紀、唐澤景一（TBSテレビ）、鈴木崇志・宮崎弘平・佐久本貴史・本広丈二（ジーヤマ）、藤原祥子（加用→第1回-、鈴木〜本広→共に第3回、藤原→第2回-）
- 演出︰井谷光太郎（ジーヤマ、第3回）
- プロデューサー：高柳健人・伊藤良美・福島伸浩・樋江井彰敏（4人共にTBSテレビ、伊藤〜樋江井→2人共に第3回、樋江井→第1、2回は担当プロデューサー）、高橋寛之（ジーヤマ、第3回）、林真凜（吉本興業、第3回、第2回は担当プロデューサー、第1回はAP）
- 総合演出：浜田諒介（TBSテレビ）
- 制作プロデューサー：坂本義幸（TBSテレビ）
- 制作協力：吉本興業
- 制作：TBSテレビコンテンツ制作局バラエティ制作1部
- 製作著作：TBS

### 過去のスタッフ
- ナレーター：落合隼亮、杉山真也（TBSテレビアナウンサー）（共に第1回）
- 構成：永井ふわふわ（第1回）、興津豪乃（第1、2回）
- TD：中村年正、荻野祐也（共に第1回）
- VE：湊里実（第1回）
- カメラ：端坂嘉寛（第1回）、間島啓輔（第1、2回）
- 音声︰清宮拓（第1、2回）
- 照明：押木佑介（第1回）
- 編集：新部裕司（第1 、2回）
- MA：横田良孝（第1回）、栗田静華（第2回）
- ロケ技術：スウィッシュ・ジャパン（第1回）
- 美術ディレクター(第2回)：落合竜司（第2回）
- 装置操作(第2回)：遠藤利彦（第2回）
- 操作：金子拳人（第1回）
- 幕装飾：中野浩（第1回）
- 装飾：青柳涼花（第1回）、野呂利勝（第2回）
- 特殊装置：勝大輔（第1、2回）
- メイク：Office MAKISE（浜田雅功担当）、TEES（松本人志担当）、三田彩聖（共に第1回）
- ヘアメイク(第2回)：久米千秋（第2回）
- スタイリスト：高堂のりこ（松本人志担当、フローティングアイランドジャパン）、利光英治郎（浜田雅功担当、Office MAKISE）（共に第1回）
- デスク：玉川宏美（第1回）
- 編成：柳沢光一郎（TBSテレビ、第1、2回）
- 宣伝：落合真美・久永洋平・多賀名千尋（3人共にTBSテレビ、落合・久永→第1回、多賀名→第2、3回）
- リサーチ：亀田貴誠、伊藤柊世（共に第1回）
- AD：甲斐巧真、藤木皓平、三輪こころ、市川祐衣、藤澤雄斗、竹安敦美、河野佑介、中田翔（共に第1回）、米田磨路惟、佐藤利保、藤枝亮太、下地和夏（佐藤以外→第2回、佐藤→第1、2回）
- キャスティングプロデューサー：伊藤隆大（TBSテレビ）、新貝元章（シオプロ）/佐藤徹弥・畔地俊吾（2人共にTBSテレビ）（共に第1回）
- AP：宮里良子、島田力規王・松原杏奈・加藤稚菜・假屋颯太（4人共に吉本興業）（島田・松原→共に第1回、加藤・假屋→共に第2回）
- ディレクター：小林悦子、大井田遼太（大井田→TBSテレビ）/新井孝輔（Platform,Inc.）、境太資、及能貴之、松野亮（SCRATCH）、榮森輝之（共に第1回）、池田哲也（ステイ）、久野公嗣、角田瞬（オフィスクライン）、津宏典、村中良輔（FAT TRUNK）、楠田健太・高橋純平（2人共にガスコイン・カンパニー）、戸村真貴（池田〜高橋→共に第1、2回、村中・戸村→第2回）
- 演出：降川浩史（第1、2回）
- 担当プロデューサー：田井中皓介（吉本興業、第1回）、田邊哲平（TBSテレビ、第1、2回）